# Anaplectoides magnifica
Anaplectoides magnifica là một loài bướm đêm trong họ Noctuidae.